# Целиноградские события (1979)
Целиноградские события 1979 года (каз. Целиноград наразылығы) — выступления жителей Целинограда, Кокчетава и Караганды, произошедшие 16 июня 1979 года и направленные против правительственного решения о создании немецкой автономной области на территории северного Казахстана. Организаторами выступления демонстрантов являлись власти Казахской ССР, которые изначально не поддерживали идею о создании немецкой автономии. Завершились отказом от идеи о немецкой автономии на территории Казахской ССР.

## Предыстория событий
После упразднения в 1941 году немецкой автономии на Волге сотни тысяч немцев были переселены в Казахскую ССР. 
Со временем встал вопрос о восстановлении автономии немцев. Сформировался комитет во главе со вторым секретарём ЦК Компартии Казахстана А. Г. Коркиным о предоставлении немецкому населению автономии в составе Казахстана. По предложению комитета было решено, что центром будущей автономии будет город Ерментау (Целиноградская область). В состав автономии должны были войти несколько районов Целиноградской, Павлодарской, Карагандинской и Кокчетавской областей.
31 мая 1979 года было принято Постановление Политбюро ЦК КПСС «Об образовании Немецкой автономной области (НАО)». Партийные элиты Казахской ССР посчитали данное решение о немецкой автономии, так же, как и ранее принятое решение о консолидации Целинного края, ущемлением интересов республики.

## Ход событий
16 июня в 8 часов утра в нескольких местах Целинограда собралась преимущественно молодёжь и учителя. Пройдя с демонстрацией по городу, колонны соединились на площади Ленина перед обкомом партии, где в 10 часов начался митинг. По поводу числа участников акции в воспоминаниях нет единого мнения. По разным оценкам, их было от 500 до 5000. Они выступили с заявлением против предоставления автономии немцам, которое было передано присутствовавшим партийным руководителям области. В заключение демонстранты заявили областному руководству, что намерены провести ещё один митинг 19 июня, и если до этого времени власти не решат вопрос, то ночью 22 июня они проведут факельное шествие. Митинг продолжался примерно один час. Демонстранты несли транспаранты с надписями: «Наша земля для всех едина и неделима!» и скандировали лозунги: «Нет немецкому автономному району в Ерментау!» Многие жители города пассивно отреагировали на происходящее. Спустя три дня после первого митинга, на одной из окраинных площадей Целинограда со всех окрестных улиц вновь собрались толпы, требуя ответа на вопросы: «Какая судьба ждёт казахов на своей земле?» и «Что будет с автономией?» По сути, правительство Казахской ССР негласно поддерживало демонстрантов и не препятствовало распространению по общежитиям листовок с призывом выйти на митинг протеста. Это во многом объясняло уверенность демонстрантов в своих требованиях, их напористость и бескомпромиссность. Руководство Казахской ССР полагало, что вслед за немецкой автономией своей автономии потребуют и другие проживающие на территории Казахской ССР народы: уйгуры, узбеки, русские и украинцы.

## Итог
В итоге власти согласились с требованиями демонстрантов и объявили, что вопрос о немецкой автономии в Казахстане полностью снят с повестки дня.
Мнения людей, находящихся у власти, разделились: некоторые лица поддерживали план [создания немецкой] автономии, другие — были против; поэтому на митинге выступала не только молодёжь, некоторых людей по месту их работы руководство обязывало идти на митинг как на демонстрацию (добровольно-принудительный режим). В результате на митинге, который заключался в массовом шествии от центральной площади до железнодорожного вокзала (примерно 2 км по улице Мира, ныне улица Бейбитшилик) с лозунгами против создания немецкой автономии, участвовали представители разных национальностей (преимущественно не немцы), отчасти этому способствовали и сильно укоренившиеся среди населения послевоенные антифашистские настроения. Оперативное присутствие на месте событий (раньше митингующих) сотрудников органов внутренних дел, военнослужащих, пожарных и медицинских служб способствовало недопущению насилия.
Митингующих поддержали в столице Советского Казахстана Алма-Ате. Кунаев негласно поддержал митингующих, поддержали не только из Алма-Аты, но и из других уголков СССР. Многие в городе прекрасно знали о событиях, и позиция «нет автономии» была широко распространена среди населения. Участники событий и лица, обеспечивающие порядок, опровергают насильственный характер событий. Одна из активисток тех событий описывает происходившее как «вышли, поорали, дошли до вокзала и ушли».